# Terinos teos
Terinos teos är en fjärilsart som beskrevs av Nicéville 1893. Terinos teos ingår i släktet Terinos och familjen praktfjärilar. Inga underarter finns listade i Catalogue of Life.